# Берк
Берк (на френски: Berck) е община във Франция, регион О дьо Франс, департамент Па дьо Кале, окръг Монтрьой сюр Мер, кантон Берк. Градът е разположен на 90 km на запад от Арас и на 129 km на югозапад от Лил, на 8 km от автомагистралата А16 „Европейска“, на брега на пролива Ла Манш.
Населението към 2014 г. е 14 543 души.
Разположен в устието на река Оти, Берк разполага с обширни пясъчни плажове и затревени дюни, точещи се по крайбрежието на Ла Манш. Градът се състои от две части – бившето риболовно пристанище на изток (Берк Вил) и крайморската зона на запад (Берк Плаж или Берк сюр Мер). Той е морски балнеолечебен курорт, място на много болници и санаториуми. В един от тях през 1910 г. се лекува и умира Мина Тодорова, любимата на Пейо Яворов.
Градът е известен със своя плаж, най-големият в района (дълъг 7 km и широк 1,5 km при отлив). На плажа от 1986 г. насам ежегодно се провежда ежегоден фестивал на хвърчилата, който привлича повече от 500 000 души всяка година през април. Плажовете се ползват често и за буерен спорт на пясък.